# Benno Magnusson
Lars Roger "Benno" Magnusson (født 4. februar 1953 i Ålem, Sverige) er en svensk tidligere fodboldspiller (wing).
Magnusson startede sin karriere i hjemlandet hos Åtvidaberg, men skiftede i 1973 til tysk fodbold. Her var han tilknyttet Kaiserslautern og Hertha Berlin, inden han spillede de sidste år af sin karriere hos Kalmar FF. Hos Åtvidaberg vandt han to svenske mesterskaber og en pokaltitel, mens det blev til én pokaltitel for Kalmar.
Magnusson spillede desuden 11 kampe for Sveriges landshold. Han var en del af den svenske trup til VM 1974 i Vesttyskland, hvor han var på banen i to af holdets kampe i turneringen.

## Titler
Svensk mesterskab
- 1972 og 1973 med Åtvidaberg

Svenska Cupen
- 1971 med Åtvidaberg
- 1981 med Kalmar FF